# 松平康隆
松平康隆（1930年1月22日—2011年12月31日），前日本排球選手暨教練。

## 生平
於1965年至1972年期間擔任日本國家男子排球隊總教練，獲得1968年夏季奧林匹克運動會排球比賽銀牌和1972年夏季奧林匹克運動會排球比賽金牌。退休後，曾經擔任日本排球協會名譽顧問、亞洲排球聯合會終身名譽會長、國際排球總會名譽副會長及日本奧林匹克委員會名譽委員等。2011年12月31日，松平康隆因為肺氣腫而病逝於東京，享年81歲。

## 註解
1. ↑  【訃報】日本バレーボール協会名誉顧問　松平康隆さん(81歳)逝去 - 日本バレーボール協会 （页面存档备份，存于）(日文)